# 罗什舒阿尔陨石坑

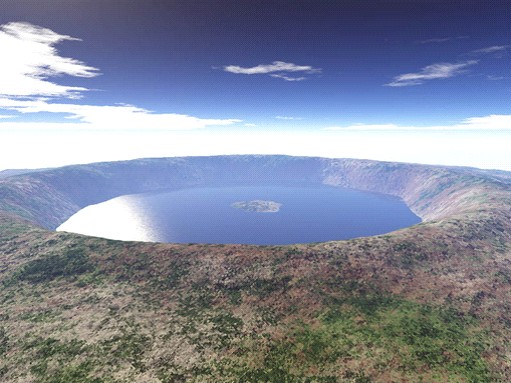
艺术家描绘的罗什舒阿尔陨石坑形成后不久的样子

罗什舒阿尔陨石坑（法語：Rochechouart）是一个位于法国的撞击坑，其直径约为21公里，年代估计为201±2百万年前，接近三叠纪-侏罗纪的边界但规模太小不足以造成三叠纪-侏罗纪灭绝事件。由于风化作用，在地表已看不見撞擊坑。
撞击坑的中心暂时定于上维埃纳省罗什舒阿尔以西4公里的小村庄，范围还包括附近的安德尔省谢拉克、夏朗德省普雷西尼亚克等市镇，在19世纪初被发现后就其是否为撞击结构争论不断，直到1969年François Kraut在这里发现了角砾岩，确认了其撞击结构。